# Dennis Baxley
Dennis Baxley (nacido el 22 de agosto de 1952) es un director de funerarias y político estadounidense perteneciente al Senado de Florida como legislador del 12° Distrito, que incluye el condado de Sumter, y parte de los condados de Lake y Marion. Es miembro del partido republicano y fue comisionado y alcalde de la ciudad de Belleview en 1982.

## Primeros años, educación y carrera profesional
Baxley nació y se crio en Ocala, Florida. Obtuvo su TSU en Sociología y Psicología de la Universidad Estatal de Florida y su Grado Asociado en Ciencias en Servicio Funerario de Miami-Dade Community College. Su experiencia profesional incluye trabajar como propietario principal y vicepresidente de Hiers-Baxley Funeral Services.

## Carrera política

### Cámara de Representantes de Florida
Cuando George Albright no pudo buscar la reelección en 2000 debido a límites de mandato, Baxley se postuló para sucederlo en el Distrito 24, que incluía el condado Marion. Se enfrentó a George Onett en las primarias republicanas, a quien derrotó, ganando el 86.4% de los votos. En las elecciones generales, Baxley derrotó a Judy Johnson, la candidata demócrata, con el 58.5% de los votos. Cuando se postuló para la reelección en 2002, se encontró con Lida Throckmorton, la libertaria, a quien derrotó de manera aplastante, con el 76.6% de los votos. Baxley ganó la reelección en 2004 sin oposición. En 2006, se enfrentó a James Walker, un veterano de la guerra de Irak y el candidato demócrata, en su intento por la reelección. Durante el curso de la campaña, Walker fue llamado de nuevo para el servicio activo en Irak y consideró salir de la campaña, pero no renunció. Baxley terminó derrotando a Walker por un amplio margen, ganando el 56.3% de los votos frente al 43.7% de Walker.
Cuando la senadora estatal Nancy Argenziano renunció a su puesto para aceptar un nombramiento en la Comisión de Servicios Públicos de Florida, se convocó una elección especial para reemplazarla. Baxley y su colega representante estatal Charles Dean anunciaron que dimitirían de sus escaños en la legislatura el 1 de mayo de 2007, para postularse para sucederla. En el transcurso de la campaña, Dean atacó a Baxley por aumentar los impuestos, aumentar las primas de seguros y permitir que las tarifas telefónicas se dispararan. Baxley perdió ante Dean en las primarias republicanas, recibiendo el 44% de los votos frente al 56% de Dean.
Cuando Kurt Kelly, quien reemplazó a Baxley en la Cámara de Representantes de Florida en una elección especial de 2007, optó por postularse para la Cámara de Representantes de Estados Unidos en lugar de buscar la reelección, Baxley se postuló para sucederlo. Ganó las primarias republicanas sin oposición y se enfrentó a Michael Hageloh, el candidato demócrata y empresario. Esta fue la primera candidatura de Hageloh a un cargo político y su campaña fue autofinanciada. Baxley hizo campaña sobre su experiencia y conocimiento institucional, diciendo: "Creo en el reciclaje, así que supongo que soy el candidato ecológico. Creo que puedo reciclar parte de la experiencia que he aprendido e ir allí y hacer una diferencia para el condado de Marion". Baxley derrotó a Hageloh de forma aplastante, ganando el 64% de los votos contra el 36% de Hageloh.
Cuando se rediseñaron los distritos legislativos en 2012, Baxley se trasladó al Distrito 23, que contenía la mayor parte del distrito que anteriormente representaba. Ganó las elecciones primarias y generales sin oposición. En 2014, Baxley fue reelegido a la Cámara sin oposición.

### Senado de Florida
Baxley anunció que tenía la intención de postularse para el Senado de Florida en 2016 para reemplazar al senador Charles Dean, quien lo derrotó en 2007. Baxley ganó sus primarias republicanas por sólo 668 votos. No enfrentó oposición en las elecciones generales.
Luego, en 2018, Baxley no tuvo oposición en las primarias y fue elegido nuevamente por la mayoría en las elecciones generales con el 65.3% de los votos ante el demócrata Gary McKechnie.

### Comités
Durante su carrera política, Baxley ha sido asignado a los siguientes comités:

#### 2019-2020
- Comité Conjunto de Auditoría Legislativa
- Comité de Políticas de Salud
- Comité de educación
- Comité de Ética y Elecciones, Presidente
- Comité Judicial del Senado
- Comité de Finanzas e Impuestos

#### 2021-2022
Comité Conjunto de Auditoría Legislativa, Presidente alterno
Comité de Asuntos Comunitarios
Comité de Justicia Penal
Comité de Ética y Elecciones, Presidente
Comité de Políticas de Salud
Comité Judicial del Senado
Comité de Reglas del Senado

## Vida personal
Baxley está casado con Ginette Begín Baxley y juntos tienen 5 hijos y 8 nietos. Baxley pertenece a la iglesia bautista y entre sus pasatiempos está pescar, escuchar música góspel y leer.